# Monty Mole

Schermata di Monty on the Run su Commodore 64

Monty Mole (lett. "Monty la talpa") o Monty è una serie di videogiochi a piattaforme, prevalentemente per home computer a 8 bit, pubblicata dall'azienda britannica Gremlin Graphics tra il 1984 e il 1990. Il protagonista è Monty, una talpa dall'aspetto umanizzato e umoristico.

## Videogiochi
- Wanted! Monty Mole (1984) per Commodore 64, ZX Spectrum
- Monty Is Innocent (1985) per ZX Spectrum; divagò dal resto della serie, in quanto genere e protagonista sono differenti, con scarso successo
- Monty on the Run (1985) per Amstrad CPC, Commodore 16, Commodore 64, ZX Spectrum
- Auf Wiedersehen Monty (1987) per Amstrad CPC, Commodore 16, Commodore 64, MSX, ZX Spectrum
- Moley Christmas (1987) per ZX Spectrum, un breve gioco sviluppato dalla Teque e uscito solo sulla cassetta allegata alla rivista Your Sinclair n. 25.[1][2][3]
- Impossamole (1990) per Amiga, Amstrad CPC, Atari ST, Commodore 64, PC Engine, ZX Spectrum; sviluppato dalla Core Design

Monty no Doki Doki Daidassō: Monty on the Run (モンティのドキドキ大脱走, 1987) per Famicom Disk System venne pubblicato solo in Giappone dalla Jaleco su licenza della Gremlin Graphics. Dovrebbe essere tratto da Monty on the Run, ma è di fatto un gioco molto diverso, che non ha neppure una talpa per protagonista, ma un galeotto umano.
In seguito emulazioni ufficiali dei principali giochi della serie sono uscite per varie piattaforme più moderne.
Nel 2019 la Piko Interactive produsse una versione commerciale di Impossamole per la console storica Atari Jaguar.
Negli anni 2010 sono stati realizzati, non ufficialmente e non commercialmente, diversi seguiti rétro per ZX Spectrum: Monty Mole and the Temple of Lost Souls, Monty's Honey Run, Monty's Last Strike, Monty's Last Strike - A Christmas Job.

## Storia
Ian Stewart, amministratore delegato della Gremlin Graphics, per un certo periodo era affascinato dai nomi con due lettere iniziali uguali, e dopo la produzione di Potty Pigeon (1984) inventò il nome di Monty Mole e chiese allo sviluppatore Anthony Crowther di scrivere un gioco con questo nuovo personaggio talpa.
All'epoca Crowther era dedito a creare videogiochi a scorrimento per Commodore 64, come Son of Blagger, e volle migliorare la sua tecnica, ottenendo un'area di gioco ampia e veloce. Allo stesso tempo lo sviluppatore Peter Harrap ricevette lo stesso vago incarico di creare un gioco su Monty Mole, ma per ZX Spectrum. Per via delle capacità della macchina, la versione di Harrap fu piuttosto diversa, priva di scorrimento e ispirata a Manic Miner.
Harrap inventò anche l'ambientazione, con Monty che ruba carbone per l'inverno in una miniera. Era un riferimento allo sciopero dei minatori britannici del 1984-1985, che coinvolse il padre di Harrap; una caricatura del sindacalista Arthur Scargill appare nel gioco.
Crowther e Harrap lavorarono perlopiù separatamente, ma a sviluppo avanzato si scambiarono alcune idee. Elementi della versione C64 vennero aggiunti a quella Spectrum, mentre la trama del furto di carbone della versione Spectrum fu estesa a quella C64. Su richiesta di Ian Stewart, entrambe furono dotate della scena iniziale dove Monty ruba il secchio per il carbone. Così il primo gioco della serie fu completato, con il titolo di copertina Wanted! Monty Mole, e fu un successo, sebbene più nella versione ZX Spectrum che in quella Commodore 64.
Il primo seguito, Monty Is Innocent (1985) per ZX Spectrum, ha sempre Monty Mole in copertina, ma il personaggio appare a malapena nel gioco. Stavolta il protagonista divenne Sam Stoat, intento a liberare il suo amico Monty che è stato incarcerato. Il gioco fu progettato da Chris Kerry, senza coinvolgere affatto Harrap, e anche il genere cambiò, spostando l'azione in un labirinto isometrico.
Monty Is Innocent ricevette giudizi misti dalla critica e vendette poco, perciò Harrap fu incaricato di realizzare un altro seguito più fedele al suo precedente successo.
Il successivo Monty on the Run (1985), lett. "Monty in fuga", fu quindi sviluppato inizialmente per ZX Spectrum da Peter Harrap, che tornò allo stile di Wanted, ma volle introdurre variazioni rilevanti piuttosto che proporre soltanto molti nuovi livelli. Lo scenario, sebbene ancora largamente lineare, diede più possibilità di esplorazione; si aggiunsero novità come teletrasporti, ascensori e i salti acrobatici di Monty (ispirati da Impossible Mission); due sezioni speciali misero Monty alla guida di un jet pack e di una Sinclair C5.
Stavolta la versione per Commodore 64 fu molto più fedele a quella per Spectrum, d'altra parte Anthony Crowther aveva lasciato la Gremlin e il design fu guidato da Harrap e dalle capacità dello Spectrum. Comunque le due versioni non furono uguali; su Commodore 64 si aggiunsero una notevole colonna sonora e alcuni elementi grafici. Lo sviluppo della conversione fu affidato alla Micro Projects Ltd., che ebbe a disposizione solo quattro settimane di tempo. Alla squadra fu dato il design e la grafica del gioco originale, riprodotta fedelmente compresi gli sprite ricreati con la precisione del pixel. Il risultato su Commodore 64 fu anche migliore dell'originale, ma in particolare la colonna sonora, composta da Rob Hubbard, lo faceva spiccare rispetto agli altri giochi dell'epoca e viene ricordata come una delle migliori in assoluto del C64.
Monty on the Run estese la serie anche su altre piattaforme. La versione Commodore 16 in particolare, sebbene dovette essere ridimensionata per le minori capacità del sistema, ricevette il plauso della critica.
Il successivo Auf Wiedersehen Monty (1987) fu l'ultimo gioco commerciale della serie con la partecipazione di Peter Harrap e all'epoca si pensava probabilmente che sarebbe stato il capitolo conclusivo. Qui Monty viaggia per l'Europa e raccoglie denaro per la sua fuga definitiva su un'isola. Al concetto base di Monty on the Run vennero aggiunti rompicapo piuttosto oscuri e molte novità, tra cui sequenze di volo in biplano, vino che confonde i controlli e piattaforme scivolose. Sullo ZX Spectrum fu molto apprezzato, ma sul Commodore 64 raccolse un giudizio decisamente negativo da Zzap!64. Secondo Harrap si vollero aggiungere forzatamente troppe caratteristiche in poco tempo.
Seguì l'ultimo titolo "classico" della serie, Moley Christmas (1987) per ZX Spectrum, un omaggio natalizio allegato alla rivista britannica Your Sinclair. È composto da sole sei schermate che cercano di riprodurre lo spirito di Monty on the Run. Qui Monty affronta azione e rompicapo per portare la rivista in edicola, attraversando luoghi come gli uffici della Gremlin Graphics e di Your Sinclair e superando il traffico alla Frogger.
Fu sviluppato dalla neonata Teque Software e Peter Harrap ricorda che lo fecero come favore per Ian Stewart; sebbene dovesse essere un gioco semplice, vollero che continuasse a valorizzare la serie di Monty Mole.
L'ultimo titolo, Impossamole (1990), fu sviluppato dalla Core Design e si differenzia molto dai precedenti. Più simile nelle meccaniche a Rick Dangerous della Core, introdusse per Monty la capacità di attaccare i nemici a calci, o a volte anche armato fino ai denti, cosa poco in linea con il personaggio. Le opinioni sul gioco furono contrastanti.
Vent'anni dopo Peter Harrap progettò di riavviare la serie con un nuovo gioco per iOS, che era previsto per il 2012, ma non venne mai realizzato.